# Dunning (Perth and Kinross)
Dunning ist eine schottische Ortschaft in der Council Area Perth and Kinross. Sie liegt in der traditionellen Grafschaft Perthshire rund 13 Kilometer südwestlich des Zentrums von Perth nördlich der Ochil Hills.

## Geschichte
Überlieferungen zufolge handelt es sich bei Dunning um eine Gründung des schottischen Heiligen Servanus, der an diesem Ort einen Drachen erlegt haben soll. Dunnyne soll die bevorzugte Gründung Servanus’ gewesen sein, der, obschon in Culross beigesetzt, an diesem Ort gestorben sein soll. Die ältesten Fragmente der heutigen St Serf’s Church stammen aus dem 12. Jahrhundert. Im Rahmen einer archäologischen Untersuchung im Umkreis der Kirche wurden Hinweise auf die Existenz einer Klosteranlage aus dem 8. oder 9. Jahrhundert gefunden. Des Weiteren wurde eine Kreuzplatte zu Tage gefördert, die auf das 10. Jahrhundert datiert wird.
Im Zuge der Jakobitenaufstände 1715 wurde Dunning mit Ausnahme eines Hauses vollständig niedergebrannt. Erst unter John Rollo, 8. Lord Rollo wurde es in den 1790er Jahren wiederaufgebaut. Dunning entwickelte sich mit der Weberei. Der bedeutende Viehmarkt Dunnings wurde später nach Perth verlegt.
Südwestlich befindet sich das Herrenhaus Keltie Castle, das auf einen Lairdsitz aus dem 15. Jahrhundert zurückgeht. Direkt außerhalb von Dunning entstand um 1800 das Herrenhaus Duncrub House, das zwischenzeitlich abgebrochen wurde.
Mit 1105 erreichte die Einwohnerzahl Dunnings im 19. Jahrhundert ihren Höchststand. Danach war sie zunächst rückläufig. Lebten 1961 noch 556 Personen in Dunnings, so stieg die Zahl in den folgenden Jahrzehnten sukzessive an, zuletzt auf 940 im Jahre 2011.

## Verkehr
In Dunnings kreuzen sich zwei untergeordnete Straßen. Sie binden die Ortschaft im Norden und Westen an die A9 (Polmont–Scrabster) an.
Bereits 1848 erhielt Dunning einen eigenen Bahnhof entlang der Scottish Central Railway der Caledonian Railway. Der Bahnhof wurde aber im Jahre 1956 aufgelassen. Die Bahnstrecke ist hingegen weiterhin aktiv.